# Späneförderer

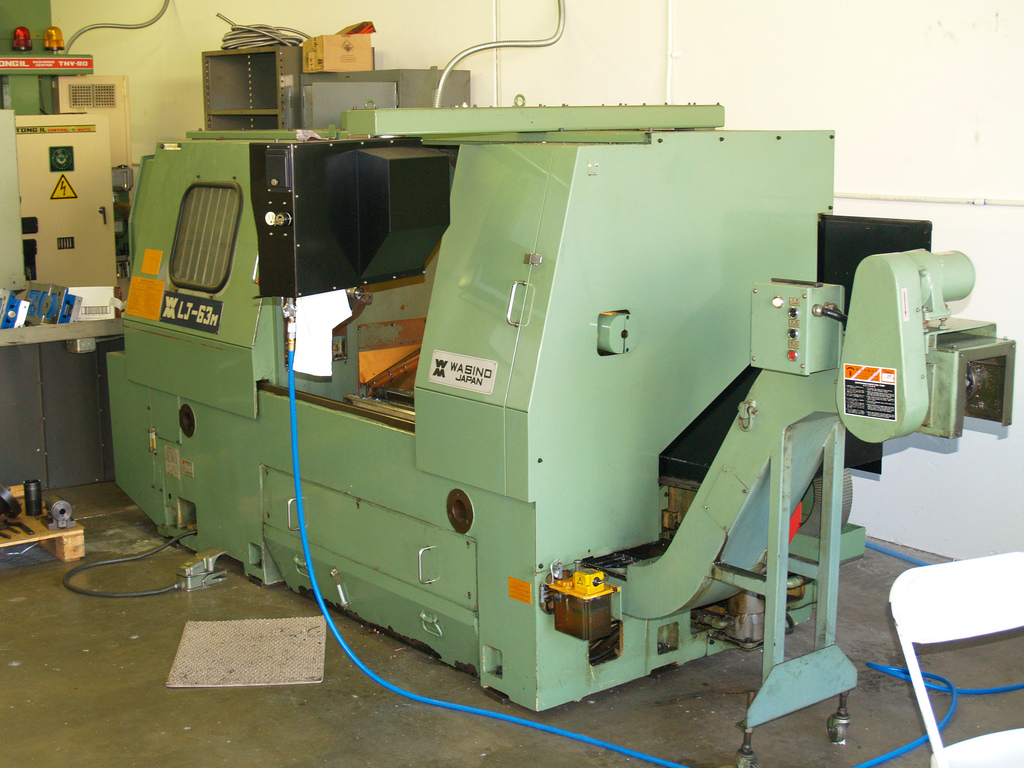
CNC-Drehmaschine mit riemengetriebenem Späneförderer (vorne rechts)

Ein Späneförderer ist eine Baugruppe in Werkzeugmaschinen. Er dient dazu, Späne aus dem Arbeitsraum in einen Auffangbehälter zu fördern und gleichzeitig die Späne vom Kühlschmiermittel zu trennen.

## Bauformen
- Scharnierbandförderer bestehen aus einem Förderband aus Segmenten, die mittels Scharnieren verbunden sind. Oft sind in regelmäßigen Abständen senkrecht zum Scharnierband Rippen (Quermitnehmer) angebracht, welche die Mitnahme der Späne sicherstellen.
- Kratzerbandförderer transportieren die Späne über Ketten mit Querbolzen, welche die Späne vom Boden des Gehäuses herauskratzen.
- Magnetbandförderer enthalten Permanent- oder Elektromagnete unterhalb des Förderblechs oder Gurtbands, welche die Späne auch bei Steigungen am Band fixieren. Am Ende der Transportstrecke wird die Magnetwirkung aufgehoben und die Späne somit abgeworfen.
- Schneckenförderer transportieren die Späne über eine oder mehrere Förderschnecken.

## Ausführungen
Neben einer integrierten Spänefördereinrichtung gibt es auch diverse Hersteller von kompletten Späneförderanlagen, die extern an den bestehenden Maschinenpark angeschlossen werden.